# Георгий II Ксифилин
Патриа́рх Гео́ргий II Ксифили́н (греч. Πατριάρχης Γεώργιος Β΄ Ξιφιλίνος, ум. 1198) — Патриарх Константинопольский (1191—1198).
Избран на патриарший престол 10 сентября 1191 года по настоянию императора Исаака II Ангела после отречения патриарха Досифея.
В целях получения поддержки епископата перевёл все ставропигиальные монастыри из своего управления под управление епархий.
Во время политической борьбы 1195 года поддержал императора Исаака II. При этом короновал новым императором его брата Алексея III Ангела после отречения Исаака от престола. При новом императоре патриарх Георгий сохранил свой престол, но отменил своё распоряжение о монастырях.
Сохранились ответы александрийскому патриарху Марку III, написанные патриархом Георгием в 1195 году (включены в 138 том Patrologia Graeca). Патриарху Георгию посвящён комментарий к «Синтагме», написанный Феодором Вальсамоном.